# Павлов, Павел Андреевич
Па́вел Андре́евич Па́влов (19 февраля 1892 или 2 марта 1892, Тифлис — 18 июля 1924, Гуандун) — советский военачальник, участник первой мировой и гражданской войны. Дважды Краснознамёнец.

## Биография
Родился в семье офицера. Отец — генерал-лейтенант царской армии Андрей Павлович Павлов. Мать — Анастасия Александровна Хотяинцева.

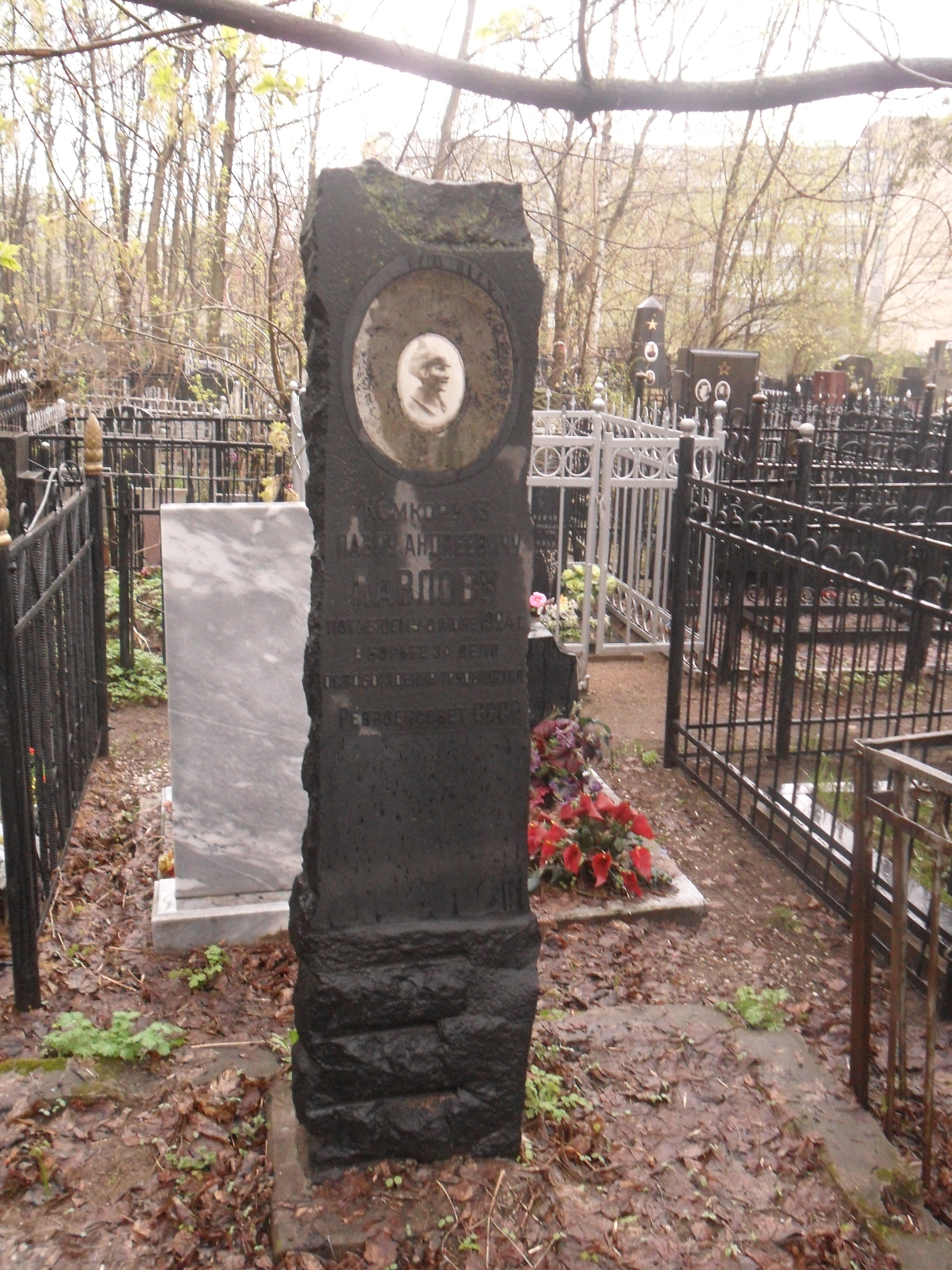
Могила Павлова на Ваганьковском кладбище Москвы.

Учился в Тифлисском кадетском корпусе. Будучи студентом Петербургского политехнического института (1909—14), дважды арестовывался (в 1910—11 и 1914) за революционную деятельность. Исключен из института, и как военнообязанный, призван в армию. Как имеющий высшее образование и сын генерала направлен в Павловское училище, но по представлению жандармского управления ему было отказано в приеме.
С 1914 в армии, окончил Ораниенбаумскую школу прапорщиков (1915), участник 1-й мировой войны, штабс-капитан лейб-гвардии Волынского полка. В июне 1915 года ранен в грудь навылет у д. Брусниковой. В июле 1916 года получил осколочное ранение в ногу. В октябре 1916 года разрывом ружейной гранаты тяжело ранен в голову и получил общую контузию под д. Шельнов.
В 1917 член комитетов (от полкового до фронтового). В 1918 командовал партизанским отрядом в боях с немецкими оккупантами и гетманщиной. В январе 1919 вступил в РКП(б). В марте 1919 руководил разгромом банды Гончара в районе Фастова и подавлением восстания в Белой Церкви. Вел борьбу с бандами Зеленого, Соколовского и др. В 1919 киевский губвоенрук и губвоенком, в августе 1919 командовал правобережной группой 12-й армии. В сентябре — ноябре 1919 командир отдельной стрелковой бригады в составе ударной группы Южного фронта. С декабря 1919 до 1921 успешно командовал бригадой и дивизией в боях против врангелевцев и махновцев. Участвовал в подавлении Тамбовского восстания.
В 1922 и 1923—24 участвовал в борьбе с басмачами в Средней Азии. В марте-октябре 1922 года — помощник командующего, затем командующий Бухарской группой войск.
В октябре 1922 отозван в Москву на учебу в Высшие академические курсы РККА с одновременным назначением начальником и комиссаром школы «Выстрел». С марта 1923 по апрель 1924 года командир  и комиссар 13-го стрелкового корпуса, созданного для ликвидации басмачества в Восточной Бухаре.
В апреле 1924 командирован Советским правительством в Китай к Сунь Ятсену в качестве главного военного советника (работал под фамилией Говоров). Провел ряд мероприятий по укреплению китайской армии. Погиб при переправе через р. Дунцзян (утонул, оступившись при переходе с катера на паром). Урна с прахом доставлена в Москву. 20.12.1924 г. состоялись похороны в Москве на Коммунистической площадке Ваганьковского кладбища (20 уч.). На камне надпись: «Комкору 13 Павлу Андреевичу Павлову, погибшему в июле 1924 г. в борьбе за дело освобождения трудящихся. Реввоенсовет СССР».
Похороны состоялись 19 декабря 1924 года.

## Награды
- орден Святой Анны 4-й степени
- орден Святой Анны 3-й степени
- орден Святой Анны 2-й степени
- орден Святого Станислава 3-й степени
- орден Святого Станислава 2-й степени
- Орден Святого Владимира 4-й степени с мечами и бантом
- 2 ордена Красного Знамени РСФСР (25.08.1919, 1.02.1923)[2]
- Орден Красной Звезды Бухарской НСР 1-й степени (17.08.1922)
- Именное золотое оружие — серебряная шашка с прикрепленным к ней орденом Красной Звезды Бухарской НСР 1 степени (4.11.1923)